# 1042 هـ
1042 هـ هي سنة في التقويم الهجري امتدت مقابلةً في التقويم الميلادي بين سنتي 1632 و1633.

## مواليد
- أحمد بن عبد الله معن الأندلسي

## وفيات
- أوحدي البلياني
- مدركي النهاوندي